# Optare Tempo
De Optare Tempo is een low entry-autobus, geproduceerd door de Britse busfabrikant Optare. De in- en uitstap is verlaagd, waardoor er geen treden nodig zijn. Het gedeelte tussen de voor- en achterdeur ligt op dezelfde hoogte. De zetels achter de uitstapdeuren staan wel op een verhoging, bereikbaar met een trapje. De bus is ontworpen voor een laag brandstofverbruik.

## Hybride

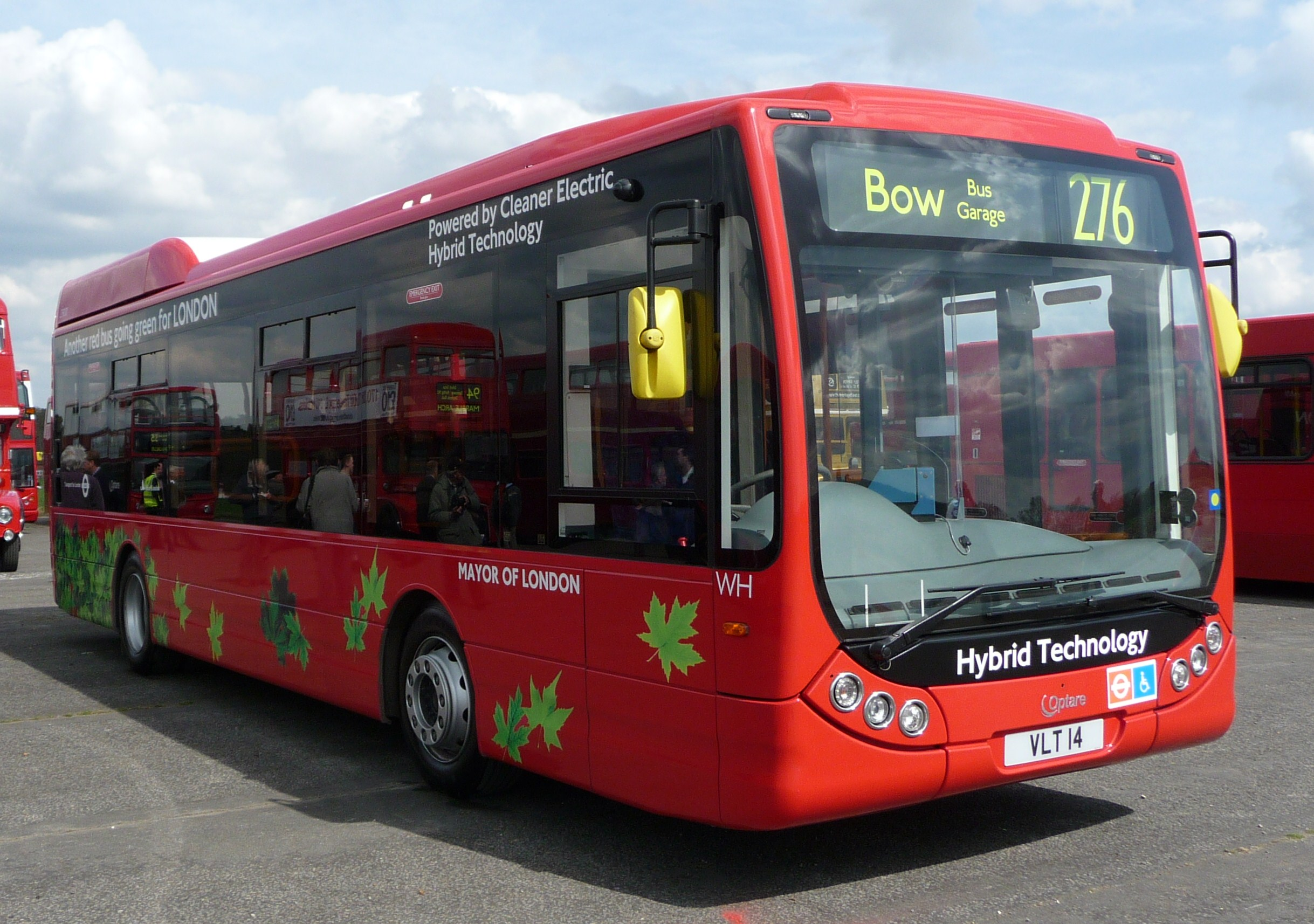
Een East London hybride Tempo.

Op Euro Bus Expo 2008 werd een kortere hybride versie tentoongesteld. Deze bus was bedoeld voor gebruik op de Metroline lijn E8 in Londen. Vijf bussen meer waren verkocht aan het East London busbedrijf voor gebruik op lijn 276, als onderdeel van Transport for London's plan om hybride bussen te introduceren op het netwerk.
Twee Tempo's waren in 2010 geleverd aan Courtney Coaches en waren de eerste bussen die reden op 100% plantaardige olie.

## Inzet
De eerste bedrijven die de bus in dienst namen waren onder andere Trent Barton, Wilfreda Beehive, Arriva en Regal Busways
Regal Busways kocht drie bussen voor gebruik op de sneldienstlijn tussen Chelmsford en Canvey Island in Essex. Alle drie de voertuigen waren voorzien van leren stoelen, stopcontacten en tafels.
De Welsh Assembly Government kocht verschillende bussen voor gebruik op het TrawsCambria busnetwerk, ondanks de vele protesten voor de ongeschiktheid van normale bussen voor de lange afstanden.
Ook zijn er vier Optare Tempo's gekocht door Swansea City Council in zuid Wales voor gebruik op een nieuwe P+R-dienst in het centrum van Fforestfach.
In november 2008 werd er aangekondigd dat Yellow Buses een bestelling had gemaakt van elf Tempo's voor zijn vloot, gevolgd door een bestelling van elf Optare Versas. Kort daarna kwam een bestelling binnen van dertien Tempo's voor Arriva Yorkshire. Dit is de eerste bestelling voor dit type van een van de Britse hoofdbusbedrijven. In 2010 maakte Transdev Yellow Buses nog een bestelling van zeven Tempo's.
Een linksgestuurde Optare Tempo werd in 2007 geëxporteerd naar Kiel in Duitsland, om dienst te doen bij KVG, maar werd weer snel uit dienst genomen. In 2008-2009 is deze bus tijdelijk naar Arriva Touring in Nederland gegaan als proef voor personeel vervoer van het Universitair Medisch Centrum Groningen in Groningen.
| Land                | Bedrijf                          | Type  | Aantal | Serie             | Inzet                                   | Opmerking                                                            |
| ------------------- | -------------------------------- | ----- | ------ | ----------------- | --------------------------------------- | -------------------------------------------------------------------- |
| Duitsland           | KVG                              | X1200 | 1      | 713               | Kiel                                    | eerste en laatste linksgestuurde Tempo buiten dienst                 |
| Nederland           | Arriva Personenvervoer Nederland | X1200 | 1      | 1002              | Groningen                               | ex-KVG proefbus buiten dienst eerste en laatste linksgestuurde Tempo |
| Verenigd Koninkrijk | Anglian bus                      | ??    | 3      | ??                | Beccles                                 |                                                                      |
| Verenigd Koninkrijk | Arriva Buses Wales               | X1200 | 11     | ??                | Wales                                   |                                                                      |
| Verenigd Koninkrijk | Arriva Yorkshire                 | X1200 | 13     | 1301 - 1313       | Leeds - Castleford                      |                                                                      |
| Verenigd Koninkrijk | Centrebus Calderdale             | ??    | 4      | ??                | Calderdale                              |                                                                      |
| Verenigd Koninkrijk | Huddersfield Bus Company         | ??    | 1      | ??                | Huddersfield                            |                                                                      |
| Verenigd Koninkrijk | Lancashire United                | ??    | 8      | ??                | Lancashire                              |                                                                      |
| Verenigd Koninkrijk | Norfolk Green                    | X1200 | 8      | 101 - 108         | Norfolk, Cambridgeshire en Lincolnshire |                                                                      |
| Verenigd Koninkrijk | Yellow Buses                     | X1200 | 18     | 7 - 17, 101 - 107 | onder andere Lancashire                 |                                                                      |
| Verenigd Koninkrijk | Veolia Dunn-Line                 | X1260 | ??     | 50257 - 50258     | Nottingham                              |                                                                      |

## Foto's

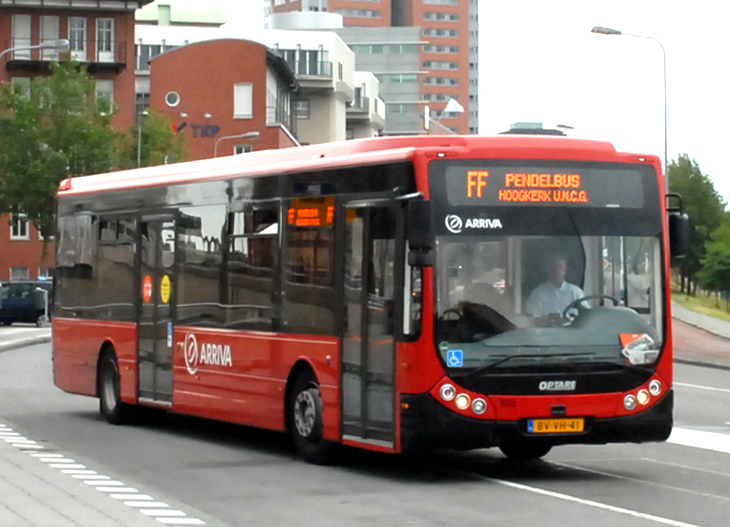
Arriva Touring bus 1002 (ex KVG Kiel) op 23 juli 2009 te Groningen.
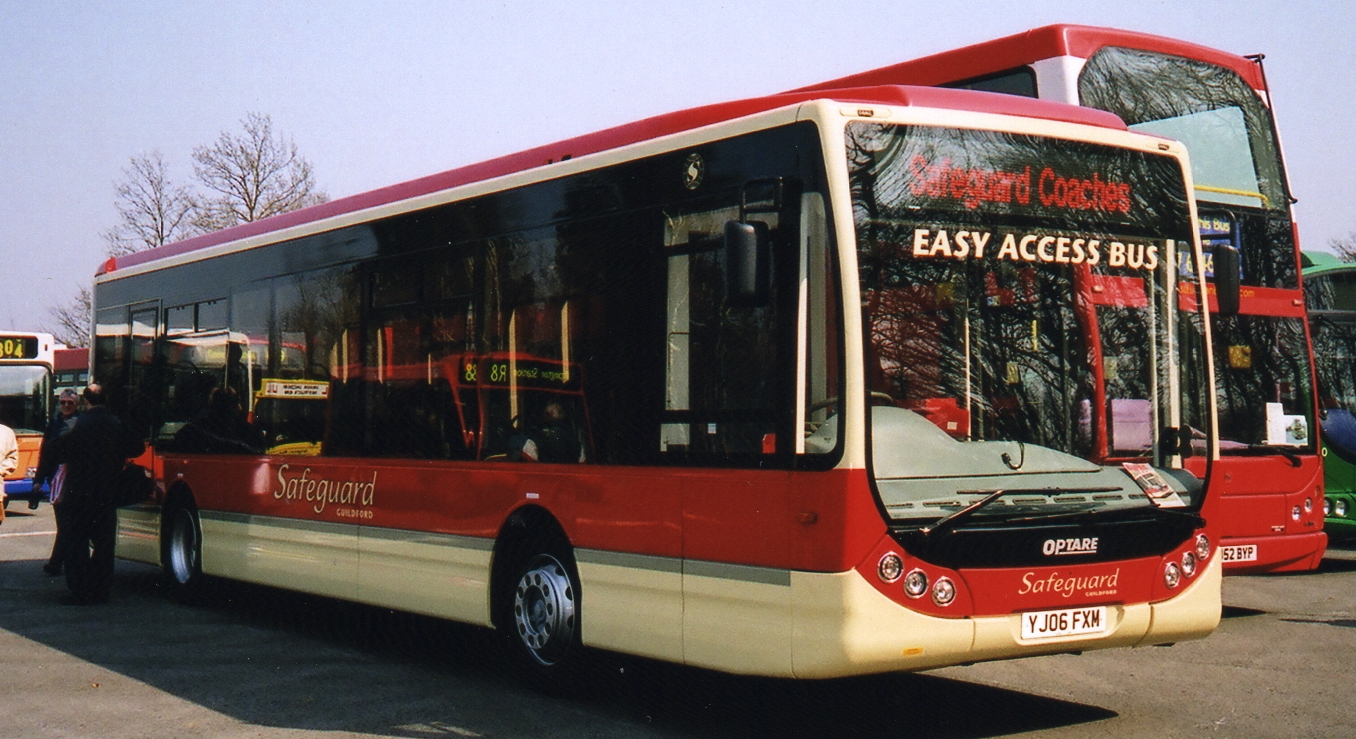
Optare Tempo van Safeguard Coaches
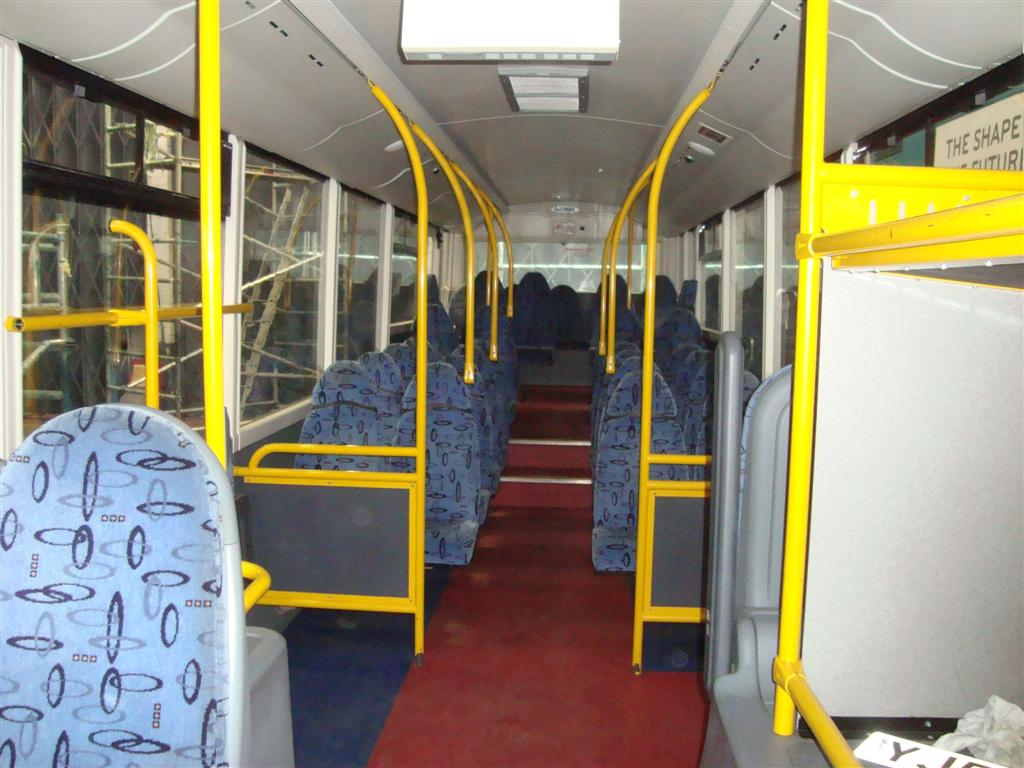
Interieur van een Optare Tempo